# Ralph Bunche
Raphael Johnson Bunche (Detroit, 7 agosto 1904 – New York, 9 dicembre 1971) è stato un politologo e diplomatico statunitense.

## Biografia
Fu Premio Nobel per la pace nel 1950. Il premio gli fu concesso per il suo lavoro come mediatore dell'ONU in Palestina, per la stipula dell'armistizio dopo la guerra arabo-israeliana del 1948 tra ebrei e arabi. Fu il primo premiato afro-americano nella storia del premio Nobel.